# Struikhaantje
Het struikhaantje (Leptopoecile sophiae) is een zangvogel uit de familie  Aegithalidae (staartmezen).

## Verspreiding en leefgebied
Deze soort telt 4 ondersoorten:
- L. s. sophiae: van zuidoostelijk Kazachstan tot noordwestelijk China, noordwestelijk India en noordelijk Pakistan.
- L. s. stoliczkae: zuidelijk Xinjiang, westelijk Qinghai en uiterst westelijk Xizang (westelijk China).
- L. s. major: westelijk Xinjiang en noordelijk Qinghai (westelijk China).
- L. s. obscurus: van centraal Nepal, zuidelijk en zuidoostelijk Xizang en zuidelijk en oostelijk Qinghai tot zuidelijk Gansu en Sichuan (westelijk China).